# Dan Petru Lazăr
Dan Petru Lazăr este un fost senator român în legislatura 1992-1996 ales în municipiul București pe listele partidului PUNR. În cadrul activității sale parlamentare, Dan Petru Lazăr a fost membru în comisia economică, industrii și servicii și în comisia pentru sănătate publică.

## Legaturi externe
- Dan Petru Lazăr Arhivat în 22 august 2016, la Wayback Machine. la cdep.ro